# Wassim El Banna
Wassim El Banna (født 10. maj 1979) er en dansk-palæstinensisk tidligere fodboldspiller.